# Козелецька волость
Козелецька волость — історична адміністративно-територіальна одиниця Козелецького повіту Чернігівської губернії з центром у повітовому місті Козелець.
Станом на 1885 рік складалася з 37 поселень, 70 сільських громад. Населення — 8010 осіб (3800 чоловічої статі та 4210 — жіночої), 1751 дворових господарства.
|                     | Площа, десятин | У тому числі орної, дес. |
| ------------------- | -------------- | ------------------------ |
| Сільських громад    | 12198          | 10428                    |
| Приватної власності | 7256           | 5336                     |
| Іншої власності     | 124            | 70                       |
| Загалом             | 19578          | 15834                    |

Основні поселення волості:
- Берків — колишнє державне та власницьке село при річці Остер, 408 осіб, 96 дворів, православна церква, постоялий будинок.
- Данівка — колишнє державне та власницьке село при річці Остер, 953 особи, 211 дворів, православна церква, постоялий будинок.
- Єрків — колишнє державне село при річці Остер , 511 осіб, 107 дворів, постоялий будинок.
- Карасинівка — колишнє державне та власницьке село, 448 осіб, 108 дворів, православна церква, постоялий будинок.
- Лемеші — колишнє державне та власницьке село при болоті, 290 осіб, 64 двори, православна церква, 2 постоялих будинки.

1899 року у волості налічувалось 66 сільських громад, населення зросло до 13003 осіб (6478 чоловічої статі та 6525 — жіночої).